# Zamek w Soure
Zamek w Soure – zamek położony w pobliżu miasta o tej samej nazwie. W XI wieku został podarowany przez królową Portugalii Zakonowi Templariuszy.